# Premio Fernández Latorre
El Premio Fernández Latorre es un galardón de carácter anual otorgado por la Fundación Santiago Rey Fernández Latorre desde 1959. Fue creado en honor al fundador de La Voz de Galicia, el político Juan Fernández Latorre.
Comenzaron estos premios otorgándose a los artículos publicados en cualquier medio de comunicación nacional o extranjero, referidos a Galicia. En 1972, al quedar desierto, llevó a modificar sus bases para abrir la oportunidad de premiar no solamente un trabajo periodístico, sino también una labor continuada de exaltación de los valores gallegos. En 1997 amplía la concesión a tres premios en las modalidades de prensa, radio y televisión y medios audiovisuales. Actualmente reconoce también una trayectoria, personal o profesional. En los más de 60 años en lo que se han concedido estos premios, han pasado por ellos grandes pensadores, políticos, lingüistas, economistas y un gran número de personas que han ensalzado las distintas miradas que conforman Galicia y por ende España.

## 1960al1980
| Año  | Galardonado                           | Mérito |
| ---- | ------------------------------------- | --- |
| 1960 | Miguel González Garcés                | |
| 1961 | Luis Moure Mariño                     | Por el artículo “Emigrantes” publicado en el diario ABC.                                                                                      |
| 1962 | Álvaro Paradela Criado                | Por el artículo “La vida y sus ramas. Un ciudadano en el campo”, publicado en La Voz de Galicia.                                              |
| 1965 | Carlos García Bayón                   | Por la colaboración “Canteros de Galicia” publicado en el Faro de Vigo.                                                                       |
| 1966 | María del Rosario Castells Vila       | Por “Galicia, tierra de contrastes”, publicado en el diario ABC                                                                               |
| 1967 | Alfonso Álvarez Gándara               | Por el artículo “La Iglesia no habla la misma lengua que los gallegos”, publicado en la revista Signo.                                        |
| 1968 | Víctor Luis Molinari                  | Por “Proyección anímica de la feria gallega” publicado en el diario La Prensa, de Buenos Aires.                                               |
| 1969 | Josep Serra Estruch                   | Por el artículo “Galicia como esperanza”, publicado en el diario barcelonés Tele/eXprés.                                                      |
| 1970 | Manuel Sánchez Salorio                | Por “En el filo de dos décadas. Tríptico para un tránsito”, publicado en La Voz de Galicia.                                                   |
| 1971 | José Antonio González Casanova        | Por “Siempre en Galicia”, publicado en La Vanguardia Española                                                                                 |
| 1972 |                                       | Desierto |
| 1973 | Domingo Quiroga Ríos                  | Por su labor perenne a los más variados problemas de Galicia y su artículo publicado en La Voz de Galicia “El paisaje gallego y su precio”.   |
| 1974 | Eduardo Blanco Amor                   | Por “El idioma gallego, hoy”, publicado en el semanario Triunfo y por “Un gallego y lo gallego”, en La Vanguardia de Barcelona.               |
| 1975 | Jesús Hervada Fernández-España        | Por “¿Podrá ser Galicia una región minera importante?” publicado en La Voz de Galicia                                                         |
| 1976 | José Antonio Durán                    | Por su trabajo “Agrarios del minifundio. La Prensa agraria (1900-1912)”, publicado en la Revista Española de Opinión Pública.                 |
| 1977 | Xosé Martiño Montero Santalla         | Por el artículo titulado “Integración lingüística galego-portuguesa” publicado en El Ideal Gallego                                            |
| 1978 | Luis Caparrós Muñoz                   | Por su artículo “Reflexiones autonómicas”, publicado en La Voz de Galicia.                                                                    |
| 1979 | Xoán Xosé Santamaría Conde            | por el artículo “El subdesarrollo y la autonomía gallega”, publicado en la Revista de Fomento Social.                                         |
| 1980 | La Escola de Formación Social de Vigo | Un extenso trabajo titulado “Reflexión ético-política ante o referéndum do Estatuto Galego de Autonomía” publicado en la revista Encrucillada |

## 1981al1996
| Año  | Galardonado                   | Mérito |
| ---- | ----------------------------- | --- |
| 1981 | Juan Ramón Quintás Seoane     | “Galicia ante la autonomía: una perspectiva económica” artículo que apareció simultáneamente en diversos medios gallego                                                                            |
| 1982 | Pedro Arias Veira             | “Crece la población y disminuye la emigración en Galicia”, publicado en La Voz de Galicia. |
| 1983 | Carlos Casares Mouriño        | Por el artículo “Carta aberta a un político galego” publicado en La Voz de Galicia |
| 1984 | José Luis Pensado Tomé        | Por su artículo “Galiziar quiere el brone”, publicado en La Voz de Galicia. |
| 1985 | Alfredo Conde Cid             | Por “Partidos e palabras” publicado en La Voz de Galicia |
| 1986 | Siro López Lorenzo            | “Os protagonistas”.por una caricatura publicada en La Voz de Galicia |
| 1987 | José Luis Meilán Gil          | Por “Galicia, play off” publidado en la voz de Galicia |
| 1988 | Víctor Moro Rodríguez         | Por el artículo titulado “El expolio energético de Galicia” publicado en La Voz de Galicia |
| 1989 | Xosé Filgueira Valverde       | “Por su importante trayectoria personal, que ha contribuido a exaltar los valores de Galicia a través de numerosos estudios, artículos periodísticos, publicaciones diversas, conferencias, etc.”. |
| 1990 | Ramón Piñeiro López           | “Pola súa exemplar obra no campo da comunicación, tanto na creación editorial como na periodística, posta ó servicio dun mellor coñecemento de Galicia e dos seus problemas”.                      |
| 1991 | Manuel Rivas                  | “O conservador país onde casi non existen os conservadores”, publicado en La Voz de Galicia. |
| 1992 | Marina Mayoral                | Artículo titulado “Piropos” publicado en La Voz de Galicia |
| 1993 | Constantino García González   | Por su trayectoria personal y profesional como divulgador de la lengua gallega en los medios de comunicación.                                                                                      |
| 1994 | Francisco Fernández del Riego | Por su trayectoria personal y profesional como divulgador de la lengua gallega en los medios de comunicación.                                                                                      |
| 1995 | Xesús Alonso Montero          | Por su trayectoria personal y profesional como historiador, crítico y divulgador de la literatura y la cultura gallegas en numerosos medios de comunicación.                                       |
| 1996 | Miguelanxo Prado              | Como reconocimiento al valor de su obra. |

## 1997al2002
| Año  | Medio                | Galardonado                  | Merito                                                                          |
| 1997 | Periodismo           | ˞˞Juan José Moralejo Álvarez | Por su trayectoria                                                              |
| 1997 | Radio                | Un Mundo Sin Barreras        | Onda Cero                                                                       |
| 1997 | Medios Audiovisuales | Caiga quien caiga            | Presentador El Gran Wyoming                                                     |
| 1998 | Periodismo           | ˞˞Domingo García-Sabell      | por su artículo “A conversa de tódolos días”                                    |
| 1998 | Radio                | Iñaki Gabilondo              | Cadena Ser                                                                      |
| 1998 | Medios Audiovisuales | Maurizio Carlotti            | Director general de Telecinco                                                   |
| 1999 | Periodismo           | ˞˞Isaac Díaz Pardo           | por “Lucubrar sobre o futuro para entender algo do presente”                    |
| 1999 | Radio                | Luis del Olmo                | Programa Protagonistas                                                          |
| 1999 | Medios Audiovisuales | Las noticias del guiñol      | Un informativo con sentido del humor y sarcasmo                                 |
| 2000 | Periodismo           | ˞˞Augusto Assía              | Trayectoria                                                                     |
| 2000 | Radio                | Gomaespuma                   | Radio Madrid FM cadena Ser, Antena 3 Radio y programa Hora Cero(Radio)          |
| 2000 | Medios Audiovisuales | La 2 noticias                | Un informativo de TVE                                                           |
| 2001 | Periodismo           | ˞˞Roberto Luis Blanco Valdés | Por su artículo publicado en La Voz de Galicia, “De película”.                  |
| 2001 | Radio                | Fernando Ónega               | Por su trayectoria                                                              |
| 2001 | Medios Audiovisuales | Matías Prats Luque           | Por su trayectoria                                                              |
| 2002 | Periodismo           | ˞˞Víctor Fernández Freixanes | Por su artículo publicado en La Voz de Galicia, “Libreiros” .                   |
| 2002 | Radio                | Radio 5. Todo noticias       | Por su labor en la difusión de las informaciones y valores de la Unión Europea. |
| 2002 | Medios Audiovisuales | Francisco Campos Freire      | Por su trayectoria                                                              |

## 2003al2022
| Año  | Galardonado                         | Mérito |
| ---- | ----------------------------------- | --- |
| 2003 | Carlos González Reigosa             | Por un artículo titulado “¿Nuevos gallegos?”. |
| 2004 | César Antonio Molina                | Por su artículo publicado en La Voz de Galicia bajo el título Atocha . |
| 2005 | Ramón Villares Paz                  | Por el trabajo periodístico Galicia. siglo XX. |
| 2006 | Real Academia Galega                | Por el centenario de la institución |
| 2007 | Carmela Arias y Díaz de Rábago      | Condesa de Fenosa y presidenta de la Fundación Pedro Barrié de la Maza. |
| 2008 | José López Calo                     | Por su dedicación a la investigación y al estudio de una parte fundamental de la cultura gallega.                                                                                                 |
| 2009 | Francisco Vázquez Vázquez           | Por los artículos publicandos en las páginas de La Voz de Galicia. |
| 2010 | Xosé Luís Méndez Ferrín             | Por su larga y fecunda trayectoria literaria |
| 2011 | Ángel Carracedo Álvarez             | Por su labor investigadora que ha hecho de su equipo de investigación en genética forense un referente a nivel mundial.                                                                           |
| 2012 | Cáritas Española                    | Por su labor en favor de los más necesitados y de la cohesión social que han desarrollado en la comunidad gallega                                                                                 |
| 2013 | Editorial Galaxia                   | Un referente histórico indiscutible de la edición en gallego |
| 2014 | Xosé Luís Barreiro Rivas            | Por su destacable trayectoria como columnista y analista político |
| 2015 | Darío Villanueva Prieto             | Por su destacable trayectoria académica e intelectual |
| 2016 | Miguel-Anxo Murado                  | Por su destacable trayectoria como analista en temas de política internacional |
| 2017 | María Emilia Casas Baamonde         | Por su destacable trayectoria |
| 2018 | Marcelo Nuno Duarte Rebelo de Sousa | Por su destacable trayectoria intensa, rica y variada en campos tan diversos como la docencia, la investigación, el periodismo y la política.                                                     |
| 2019 | Museo do Pobo Galego                | Museo do Pobo Galego es un referente de Galicia y de los gallegos |
| 2020 | Nadia Calviño Santamaría            | una trayectoria profesional que genera un reconocimiento unánime, condensa las principales características de la idiosincrasia gallega: fuerte, trabajadora, discreta y comprometida con su país. |
| 2021 | David Beriáin Amátriain             | Por su trayectoria |
| 2022 | Francisco Ríos Álvarez              | Es una referencia del periodismo en La Voz de Galicia |
| 2023 | Marisol Soengas González            | Por su trayectoria científica |